# Escut de Burkina Faso
L'escut de Burkina Faso en vigor actualment fou adoptat l'agost de 1997. És truncat, de gules i sinople, amb una estrella de cinc puntes d'or ressaltant sobre la partició; aquests són els colors i elements que formen la bandera estatal. Té com a suports dos cavalls sallents d'argent a banda i banda, amb un parell de llances passades en sautor acoblades darrere l'escut. Al capdamunt, una cinta amb el nom de l'estat; a la base, una altra amb el lema nacional en francès: Unité – Progrès – Justice ('Unitat – Progrés – Justícia'), acompanyada a banda i banda per unes espigues de sorgo i sobremuntada per un llibre obert.
Va reprendre el model del primer escut de la República independent i va substituir l'escut de l'etapa revolucionària, de tall socialista.

## Història
L'escut actual està basat en l'originàriament adoptat per l'Alt Volta en accedir a la independència el 1961, el qual també tenia els colors de la bandera a l'escussó central (tercejat en faixa, de sable, argent i gules), damunt el qual ressaltaven les lletres RHV, inicials del nom oficial de l'estat en francès: République de Haute-Volta ('República de l'Alt Volta'). Ja hi apareixien els cavalls com a suport i les llances encreuades, i a la part inferior hi figuraven dues aixades i dues espigues de sorgo. A la part superior hi havia una cinta amb l'antic lema nacional: UNITÉ – TRAVAIL – JUSTICE ('Unitat – Treball – Justícia').
El 1967 l'emblema oficial es va simplificar i es va substituir l'escut quadrilong francès per un d'ovalat de tradició africana. Se'n van conservar la resta d'elements, si bé lleugerament modificats i desplaçats de lloc, i se'n van eliminar les inicials RHV.

Escut vigent de 1984 a 1997

Arran de la revolució que va comportar, entre d'altres, el canvi de nom de l'estat, anomenat a partir de llavors Burkina Faso, el 1984 es va adoptar un emblema circular de tipus socialista. Hi figuraven un kalàixnikov i una aixada passats en sautor, acompanyats al cap per una estrella roja i al peu per un llibre obert, tot plegat emmarcat dins una roda dentada. Al voltant, un parell d'espigues de sorgo i, a sota, el lema nacional LA PATRIE OU LA MORT: NOUS VAINCRONS ('La pàtria o la mort: Vencerem').